# الیسون جی۳۵
الیسون جی۳۵ (به انگلیسی: Allison J35) یک موتور هواگرد طراحی کارخانهٔ جی‌ئی اوییشن در کشور ایالات متحده آمریکا است.
J35 اولین موتور جت کمپرسور با جریان محوری (جریان هوا مستقیم) نیروی هوایی ایالات متحده بود. J35 که در اصل توسط جنرال الکتریک یک توربوجت نسبتا ساده بود که از یک کمپرسور جریان محوری یازده مرحله ای و یک توربین تک مرحله ای تشکیل شده بود. با پس سوز، که اکثر مدل ها آن را داشتند نیروی رانش 7400 پوند برف (33 کیلو نیوتن) تولید کرد. همانند J33، طراحی J35 در جنرال الکتریک آغاز شد، اما تولید انبوه توسط شرکت آلیسون انجام شد.

## طراحی و توسعه
جنرال الکتریک هنگام توسعه توربوپراپ محوری T31 در سال 1943 متوجه شد که منابع لازم برای طراحی یک توربوجت جریان محوری را همزمان با موتور J33 با جریان گریز از مرکز خود دارد. آنها تشخیص دادند که محوری پتانسیل بیشتری برای آینده خواهد داشت و با موتور TG-180 پیش رفتند. طرح های کمپرسور محوری جنرال الکتریک از کمپرسور 8 مرحله ای NACA توسعه داده شد.

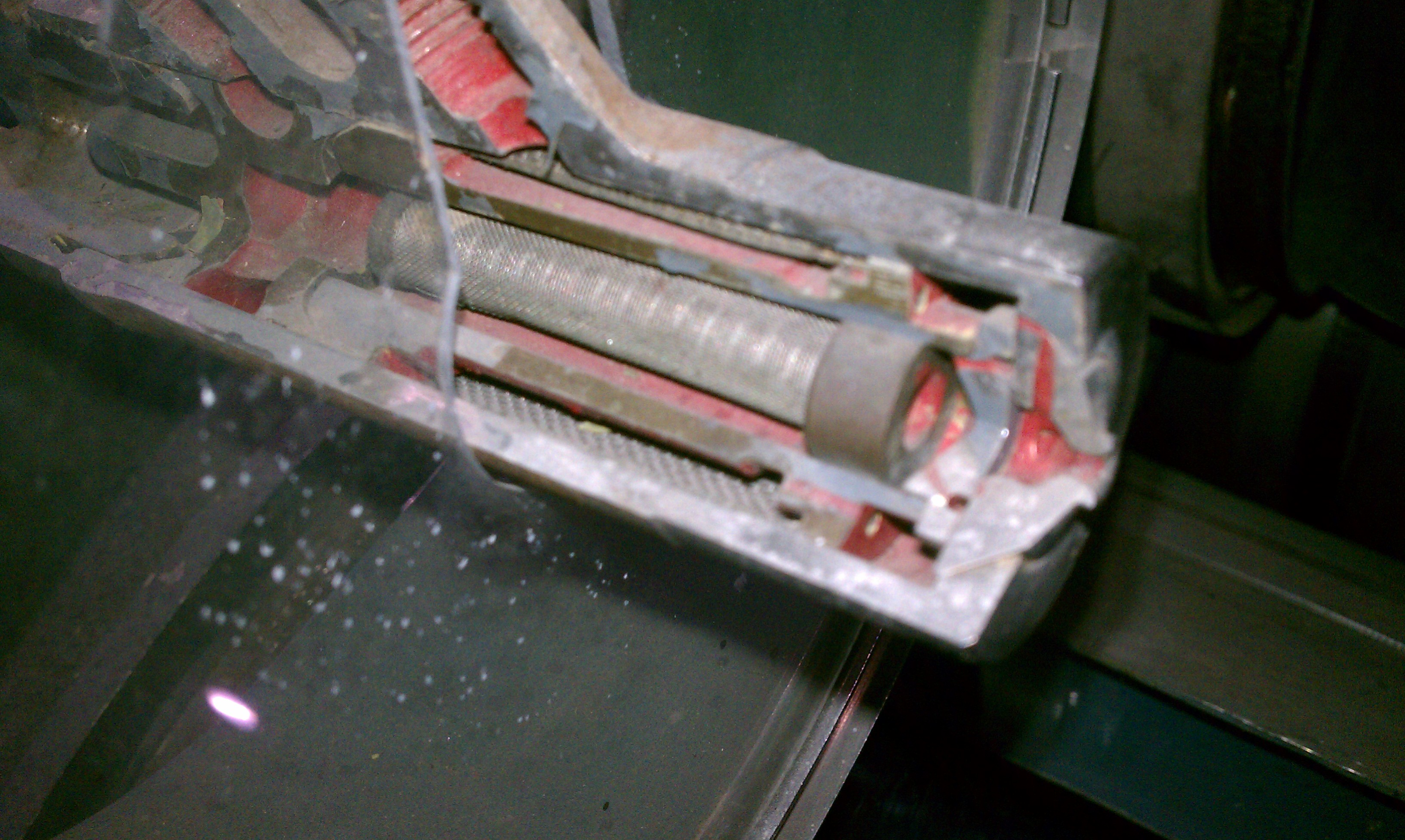
برش اتمایزر سوخت J35

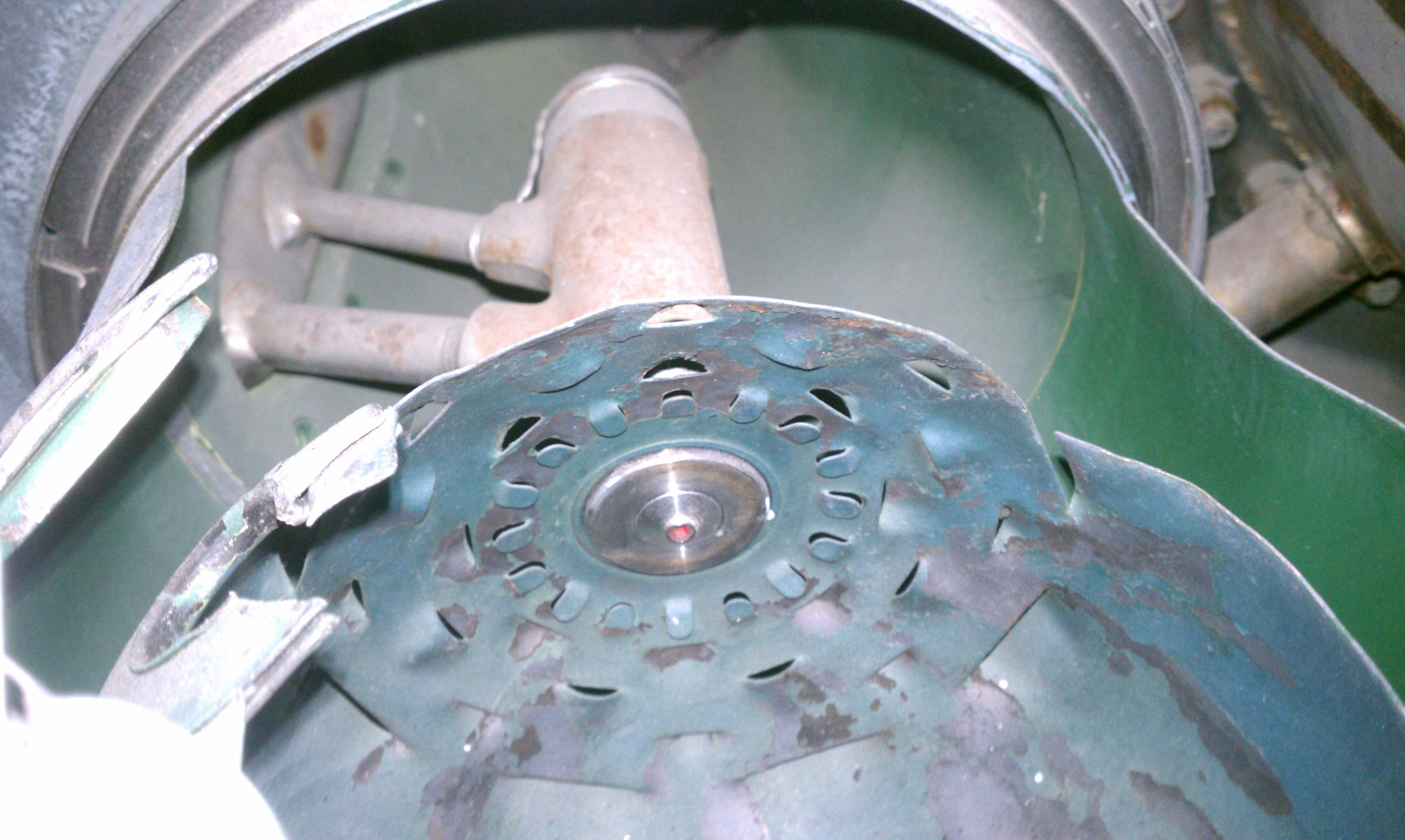
محفظه احتراق

استارت و لوازم جانبی  (کنترل سوخت، پمپ سوخت، پمپ روغن، پمپ هیدرولیک، ژنراتور ) در مرکز موتور داخل ورودی کمپرسور نصب شده بودند . این طرح  که از جومو آلمان الهام گرفته بود هوای ورودی کمپرسور را محدود می کند و باعث کاهش بهره وری میشود در J47 هم ادامه پیدا کرد  اما بعدها در J73 تجدید نظر شد (توسط جعبه دنده به  خارج موتور منتقل شد) .  جنرال الکتریک یک پس سوز برای موتور ساخت، چون کنترل الکترونیک هنوز موجود نبود کنترل دستی پس سوز مشکل بود.  اگر پس سوز روشن شود اما خلبان نازل را باز نکند، کنترلر سرعت سوخت زیادی را داخل محفظه میپاشد و توربین خراب میشود.

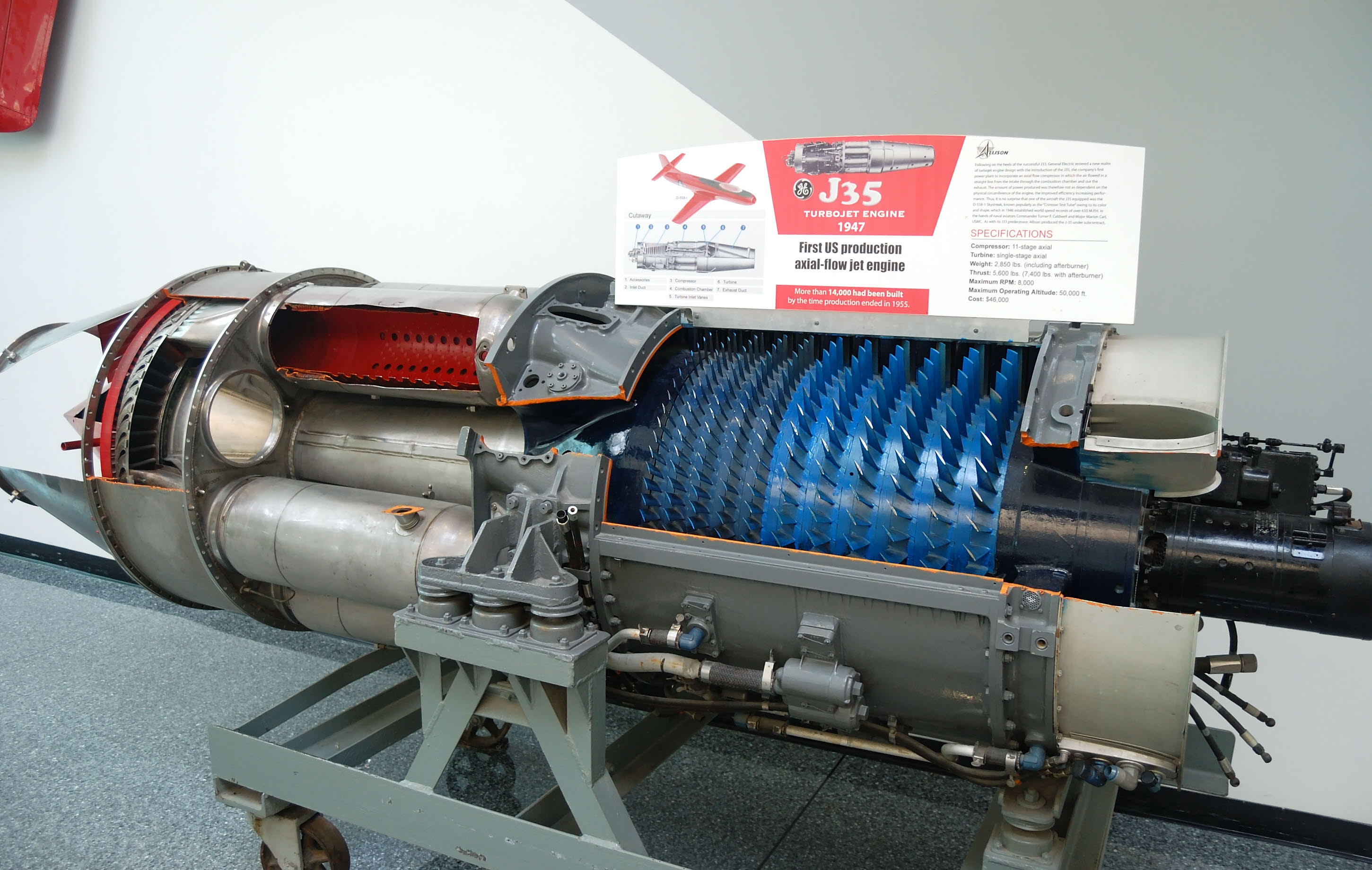
بخش J35 در موزه ملی هوانوردی دریایی، پنساکولا، فلوریدا. کمپرسور 11 مرحله ای آبی رنگ شده است (استاتورها حذف شده اند)، احتراق ها قرمز هستند، توربین بدون رنگ است. دهانه های قطره ای شکل در امتداد لبه بیرونی توربین کانال های هوایی هستند که برای خنک کردن پره ها استفاده می شوند..

## کاربران
- بل ایکس-۵
- بوئینگ ایکس. بی-۴۷ استراتوجت
- Convair XB-46
- داگلاس دی-۵۵۸-۱ اسکای‌استریک
- داگلاس ایکس‌بی-۴۳ جت‌مستر
- Fiat G.80 (proposal only)
- هیوز ایکس‌اچ-۱۷ (بالگرد تحقیقاتی)
- مارتین ایکس‌بی-۴۸
- نورث امریکن اف‌جی-۱ فیوری
- نورث امریکن ایکس. بی-۴۵ تورنادو
- ایکس. پی-۸۶ سیبر
- نورثروپ اف-۸۹ اسکورپین
- نورثروپ وای‌بی-۴۹
- اف-۸۴ تاندرجت
- ووت اف۷یو-۳ کاتلس (interim test usage)

## مشخصات (J35-A-35)
Data from , Aircraft engines of the World 1957

#### خصوصیات کلی
- نوع: توربوجت با پس‌سوز
- طول: ۱۹۵٫۵ اینچ (۴٬۹۷۰ میلیمتر) شامل پس‌سوز
- قطر: ۳۷ اینچ (۹۴۰ میلیمتر)
- Frontal area: ۷٫۵ فوت مربع (۰٫۷۰ متر مربع)
- وزن خشک: ۲٬۳۱۵ پوند (۱٬۰۵۰ کیلوگرم) بدون پس‌سوز؛ ۲٬۹۳۰ پوند (۱٬۳۳۰ کیلوگرم) شامل پس‌سوز

#### اجزا
- کمپرسور: ۱۱-ردیفه از نوع کمپرسور محوری
- Combustors: : هشت محفظه احتراق لوله‌ای که به هم متصل شده‌اند
- توربین: توربین تک مرحله ای محوری
- نوع سوخت: aviation kerosene, JP-4, MIL-F-5624 or 100/130 octane gasoline
- سامانه روغن: سیستم فشار سامپ خشک با فشار چرخ دنده و پمپ‌های کشنده در ۳۵ پوند بر اینچ مربع (۲۴۰ کیلوپاسکال)

#### عملکرد
- Maximum رانش: (dry): ۵٬۶۰۰ پوند-نیرو (۲۵ کیلونیوتن) برای برخاست در ۸٬۰۰۰ دور بر دقیقه
- Maximum thrust (wet): ۷٬۵۰۰ پوند-نیرو (۳۳ کیلونیوتن) for برای برخاست در ۸٬۰۰۰ دور بر دقیقه
- نسبت فشار کلی: ۵:۱
- جریان جرمی هوا: ۹۵ پوند بر ثانیه (۲٬۶۰۰ کیلوگرم بر دقیقه) at take-off power
- مصرف سوخت یژه برخاست: ۱٫۱ lb/(lbf·h) (۳۱ g/(kN·s)) dry; ۲ lb/(lbf·h) (۵۷ g/(kN·s)) wet
- نسبت نیرو به وزن: ۲٫۶۳
- حداکثر ارتفاع عملیاتی:: ۵۰٬۰۰۰ فوت (۱۵٬۰۰۰ متر)
- قیمت: US$ ۴۶٬۰۰۰ هر دستگاه